# Ewelina Nikołowa
Ewelina Georgiewa Nikołowa (bg. Евелина Георгиева Николова; ur. 18 stycznia 1993) – bułgarska zapaśniczka walcząca w stylu wolnym. Brązowa medalistka olimpijska z Tokio 2020 w kategorii 57 kg. 
Zdobyła brązowy medal na mistrzostwach świata w 2015. Dziewiąta w indywidualnym Pucharze Świata w 2020. Wicemistrzyni Europy w 2019, 2022 i 2024; trzecia w 2021 i 2023; piąta w 2018. Brązowa medalistka igrzysk europejskich w 2015. Wicemistrzyni Europy juniorów w 2013 i U-23 w 2015 roku.